# NGC 3732
NGC 3732 est une petite galaxie lenticulaire située dans la constellation de la Coupe. NGC 3732 a été découverte par l'astronome germano-britannique William Herschel en 1786.

## Caractéristiques

### Distance
Sa vitesse par rapport au fond diffus cosmologique est de 2 061 ± 26 km/s, ce qui correspond à une distance de Hubble de 30,4 ± 2,2 Mpc (∼99,2 millions d'al).
À ce jour, une mesure non basée sur le décalage vers le rouge (redshift) donne une distance d'environ 26,900 Mpc (∼87,7 millions d'al). Cette valeur est tout juste à l'extérieur des valeurs de la distance de Hubble. Notons que c'est avec la valeur moyenne des mesures indépendantes, lorsqu'elles existent, que la base de données NASA/IPAC calcule le diamètre d'une galaxie et qu'en conséquence le diamètre de NGC 3732 pourrait être d'environ 10,9 kpc (∼35 600 al) si on utilisait la distance de Hubble pour le calculer.

### Luminosité dans l'infrarouge
La luminosité de la galaxie NGC 3732 dans l'infrarouge lointain (de 40 à 400 µm)  est égale à 7,41 × 109 {\displaystyle L_{\odot }} (109,87{\displaystyle L_{\odot }}) et sa luminosité totale dans l'infrarouge (de 8 à 1 000 µm) est de 1,02 × 1010 {\displaystyle L_{\odot }} (1010,01{\displaystyle L_{\odot }}).

## Groupe de MCG -2-30-14
La galaxie NGC 3732 fait partie d'un petit groupe d'au moins cinq galaxies, le groupe de MCG -2-30-14. Les trois autres galaxies du groupe sont NGC 3779, NGC 3892 et MCG -2-30-27.

## Identification des galaxies NGC 3722, NGC 3724, NGC 3730 et NGC 3722
Il existe une certaine confusion en ce qui concerne l’identification de ces quatre galaxies. La base de données NASA/IPAC mentionne d'ailleurs que l'identification des trois premières galaxies est incertaine. Cependant, toutes les sources consultées, sauf la base de données Simbad, s'entendent pour assigner respectivement les galaxies NGC 3722 et NGC 3724 à PGC 35746 et PGC 35757. Simbad soutient que c'est l'inverse.
Quant aux galaxies NGC 3730 et NGC 3732, elles sont assignées à PGC 35743 et PGC 35734 sauf par la base de données HyperLeda et Simbad. HyperLeda assigne NGC 3730 à PGC 35734 et soutient que NGC 3732 est la même galaxie que NGC 3730, hypothèse qui est par ailleurs mentionnée par le professeur Seligman. Simbad identifie aussi NGC 3732 à PGC 35734, mais soutient que NGC 3730 est PGC 35771.
Le tableau suivant montre les choix des cinq sources consultées.

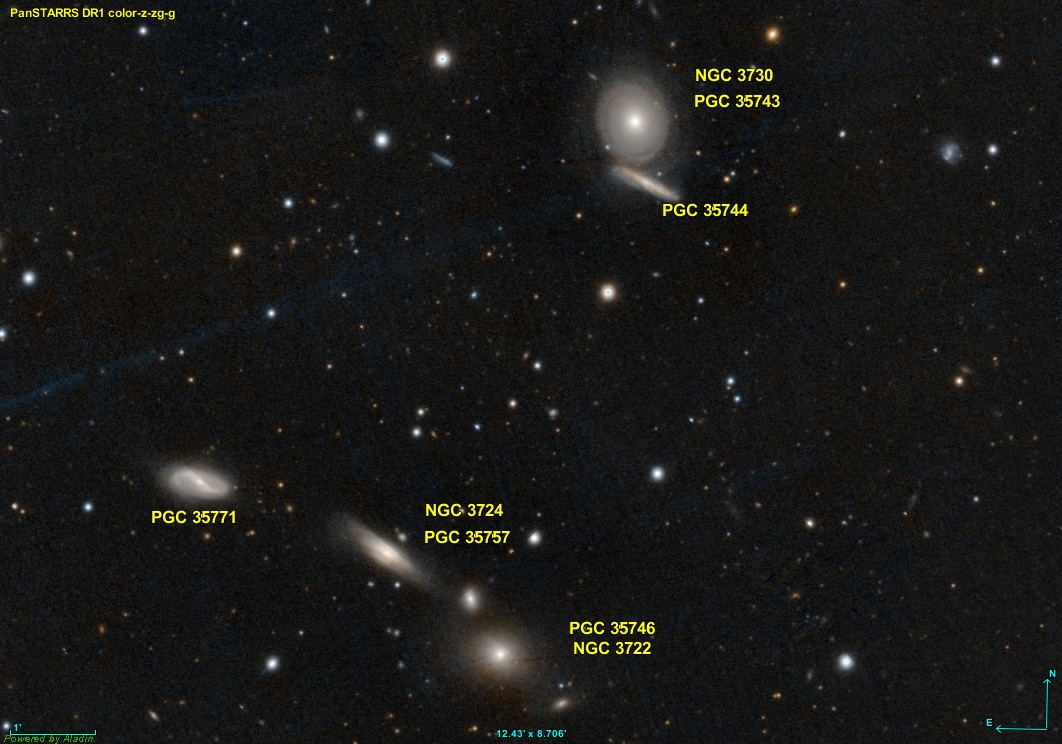
L'hypothèse retenue par la majorité des sources consultées. NGC 3732 est hors du champ de cette image.

| NGC      | Seligman      | Steinicke | NASA/IPAC     | HyperLeda | Simbad    |
| -------- | ------------- | --------- | ------------- | --------- | --------- |
| NGC 3722 | PGC 35476     | PGC 35476 | PGC 35476 (?) | PGC 35476 | PGC 35757 |
| NGC 3724 | PGC 35757     | PGC 35757 | PGC 35757 (?) | PGC 35757 | PGC 35746 |
| NGC 3730 | PGC 35743 (?) | PGC 35743 | PGC 35743 (?) | PGC 35734 | PGC 35771 |
| NGC 3732 | PGC 35734 (?) | PGC 35734 | PGC 35734     | NGC 3570  | PGC 35734 |